# Georgi Scharkow
Georgi Scharkow (bulgarisch Георги Жарков; * 10. Mai 1976 in Samokow) ist ein ehemaliger bulgarischer Skispringer.

## Werdegang
Sein internationales Debüt gab Scharkow bei der Nordischen Skiweltmeisterschaft 1995 in Thunder Bay. Dabei schied er von der Großschanze nach einem Sprung auf 65,5 Meter nach Durchgang eins aus und belegte damit am Ende Rang 54. Von der Normalschanze konnte er mit einem Sprung auf 48 Meter ebenfalls nicht Durchgang zwei erreichen und wurde so 47. und damit Letzter. Zum Teamspringen trat keine bulgarische Mannschaft an.
Nach der Weltmeisterschaft startete Scharkow im Skisprung-Continental-Cup. Dabei blieb er jedoch die ersten Jahre ohne jeglichen Punkteerfolg. Erst in der Saison 2001/02 gelang ihm einmal der Sprung in die Punkteränge. Mit dem einen gewonnenen Continental-Cup-Punkt belegte er am Ende der Saison Rang 280 der Gesamtwertung. Am 12. Januar 2002 gab Scharkow sein Debüt im Skisprung-Weltcup. Von der Großschanze in Willingen verpasste er jedoch die Punkteränge deutlich. Zu den Olympischen Winterspielen 2002 in Salt Lake City reiste er als einziger bulgarischer Skispringer. Jedoch schied er in beiden Einzelwettbewerben bereits nach dem ersten Durchgang aus und erreichte nur die Plätze 45 von der Normalschanze und 39 von der Großschanze.
Zwischen 2003 und 2005 startete Scharkow, der zwischenzeitlich in den Vereinigten Staaten trainierte, nur bei Continental Cups in Amerika. Dabei gelang ihm im Februar 2005 in Westby wieder der Sprung in die Punkteränge. Mit den zwei gewonnenen Punkten erreichte er Rang 164 der Gesamtwertung der Saison 2004/05. In seiner letzten Saison 2005/06 startete er noch einmal in Europa, blieb dabei jedoch ohne Punktegewinne.
Seine aktive Skisprungkarriere beendete Scharkow im Alter von 29 Jahren mit dem Start bei den Olympischen Winterspielen 2006 in Turin als einer von nur zwei bulgarischen Skispringern. Bei den Springen im Stadio del Trampolino in Pragelato schied er wie bereits auch schon 2002 jeweils nach dem ersten Durchgang aus. Von der Normalschanze erreichte er Platz 51, von der Großschanze Platz 44.

## Erfolge

### Continental-Cup-Platzierungen
| Saison  | Platz | Punkte |
| ------- | ----- | ------ |
| 2001/02 | 280.  | 1      |
| 2004/05 | 164.  | 2      |